# Melbourne Watch Company
Melbourne Watch Company es un fabricante australiano de relojes de pulsera. Fue fundada en Melbourne en 2013 por Sujain Krishnan.